# サウジアラビアにおける女性の人権
サウジアラビアにおける女性の人権（サウジアラビアにおけるじょせいのじんけん）では、サウジアラビア国内における女性の人権について述べる。2017年の世界経済フォーラムのジェンダー・ギャップ指数では144カ国中138位であった（日本は114位）。しかし、指数には問題点も多く、信憑性は薄いという意見も存在する。

## 人権
サウジアラビアはイスラーム教の中で最も厳格なハンバル学派のシャリーアを国法としている。また一夫多妻制が認められている国でもある。
サウジアラビアは1978年採択の女子差別撤廃条約を批准しているが、「シャリーアに反しない限り」という留保をつけている。国際連合人権理事会では留保の下に条約は遵守されているという見解を示されている。
1990年の「湾岸危機」で、女性を含む米軍兵士が多く駐留し、これをきっかけに、女性の権利拡大を求める声が国内で拡大したという説がある。また、近年女性の権利が徐々に拡大しているといわれ、アラブの春の影響も指摘される。
2013年1月11日、サウジアラビア諮問評議会の議員に30名の女性を初めて任命した。

### 就労
女性の権利制限が強くなったのは1950年代以降、油田開発が活発化してからであり、サウジアラビア王国が成立した当時は女性の就労も普通に認められていた。現代でも60歳以上の世代では学校で女性教師から教育を受けた男性も数多くいる。
自国民の女性の就労を厳しく制限している反面、外国人女性の労働者は非常に多く、メイドや女性向けのサービス業などは外国人女性が就労している。しかし、2002年以降は労働人口の半数が外国人であることが問題視され労働者の自国民化政策を進めるようになり、家事労働やサービス業への女性の就労も法的に認められるようになってきている。

### 自動車の運転
サウジアラビアでは2018年まで、女性が自動車を運転することを法律で禁止していた。元々は社会通念上は運転しないという程度のもので、都市部では交通警察ではなく勧善懲悪委員会が取り締まっているだけであり、地方へ行けば女性の運転は珍しいことではなかったが、1990年代から都市部などで運転する女性が急増したことから禁止法が制定された。また、この禁止法に対して女性団体が国王に直訴したが、国王からは我慢するようにとの返答が出され、法改正には至らなかった。
なお、女性の運転を禁止する法律はなく、ファトワに基づき、「内務省による禁止規則」が設けられているという情報もある。
2013年10月には、海外で運転免許を取得した女性たちによる抗議運動が発生した。2011年にも抗議行動が行われていた。 
その結果、サルマン国王は2017年9月26日、女性の自動車運転を認めるよう法改正する国王令を出し、2018年6月までに法律を施行する予定であった。2018年6月4日、女性に運転免許が発行された。6月24日に運転の許可がなされた。
2018年10月にはアブダビのヤス・マリーナ・サーキットで行われた「TRD 86カップ」でリーマ・ジュファリが女性初のプロレーサーとして誕生、新たなる歴史を作った。

### 教育
初期の女子大では教員の確保と授業形態に苦労しており、親族男性以外とは口を利いてはいけないとされていたために男性教員と直接会うことができないので、講義をビデオに録画して教室で上映する方式が取られ、生徒が先生に質問する場合には家に帰ってから父親などの親族男性に先生宛てに手紙を書いてもらって、親族男性の代理人を通した文通で教師とやり取りするという大変に不便なものだった。しかし、現在ではこのような不便な時代を乗り越えた世代の女性が教員となることで女性の教育機会は増えてきている。
また、状況を改善しようとヒヤル（脱法行為）を用いて男性教員による授業が行われることもあった。奴隷がハーレムの女性を教育することはムハンマドの時代から行われてきた伝統的な行為であり、奴隷であれば女性と会話しても良いという抜け道を利用したもので、エチオピアの大学教授を高給で引き抜いてきて奴隷の身分として大学で講義させるという方式が取られた。

### 海外留学・夫婦別居
サウジアラビア人で海外留学する人の四分の一は女性であるが、ほとんどが既婚者で子持ちである。夫婦別居を原則として認めていないため、夫が海外留学する場合には妻も同伴することが必須とされるため、夫婦同時留学となることが多いためである。未婚者で海外の学校に通っている女性は未成年で両親が海外赴任しているなどの理由によるものである。
また、これまで女性がパスポートを取得するには、男性親族の許可が必要であったが、2019年8月にこの「男性後見人」による承認制度を撤廃し、女性が自由に海外に渡航できるようになった。

### 娯楽
長らく女性がサッカースタジアムを訪れ、試合を観戦することは認められてこなかったが、2018年1月より、一部サウジ・プロフェッショナルリーグ（サッカー）試合会場にアクリル板で区切られた家族連れ専用席が設けられ、限定条件はあるものの女性の観戦も可能となった。